# Hawa Bangoura
Pour les articles homonymes, voir Bangoura.
Hawa Bangoura, née le 10 octobre 1959 en République de Guinée, est une inspectrice, comptable et femme politique guinéenne.
Depuis le 22 janvier 2022, elle est conseillère au sein du Conseil national de la transition en tant que représentante des centrales syndicales,.